# Fendalton
Fendalton est une banlieue de la cité de Christchurch, située dans l’Île du Sud de la Nouvelle-Zélande.

## Toponymie
Fendalton était à l’origine connue sous le nom de Fendall Town, dénommée d’après le premier colon propriétaire des terres Walpole Chesshyre Fendall (en) (1830–1913). 
Fendall émigra à partir du Yorkshire en 1850 et prit en charge les terres situées au nord du cours d’eau Waimairi Stream. Le nom de Fendall Town fut bientôt appliqué à toute la zone au nord-ouest de Hagley Park (en) et à tous les chemins vers le site, où est maintenant situé l’aéroport international de Christchurch. Parmi les premières orthographes, on compte aussi Fendall's Town et Fendaltown, mais vers 1880, Fendalton est devenu l’écriture la plus commune.

## Histoire
Une histoire de la banlieue peut être trouvée dans : Fendall's Legacy: A history of Fendalton and north-west Christchurch.
Les bâtiments notables comprennent: l'Eglise St Barnabas (en) et la maison Daresbury (en).

## Localisation et services

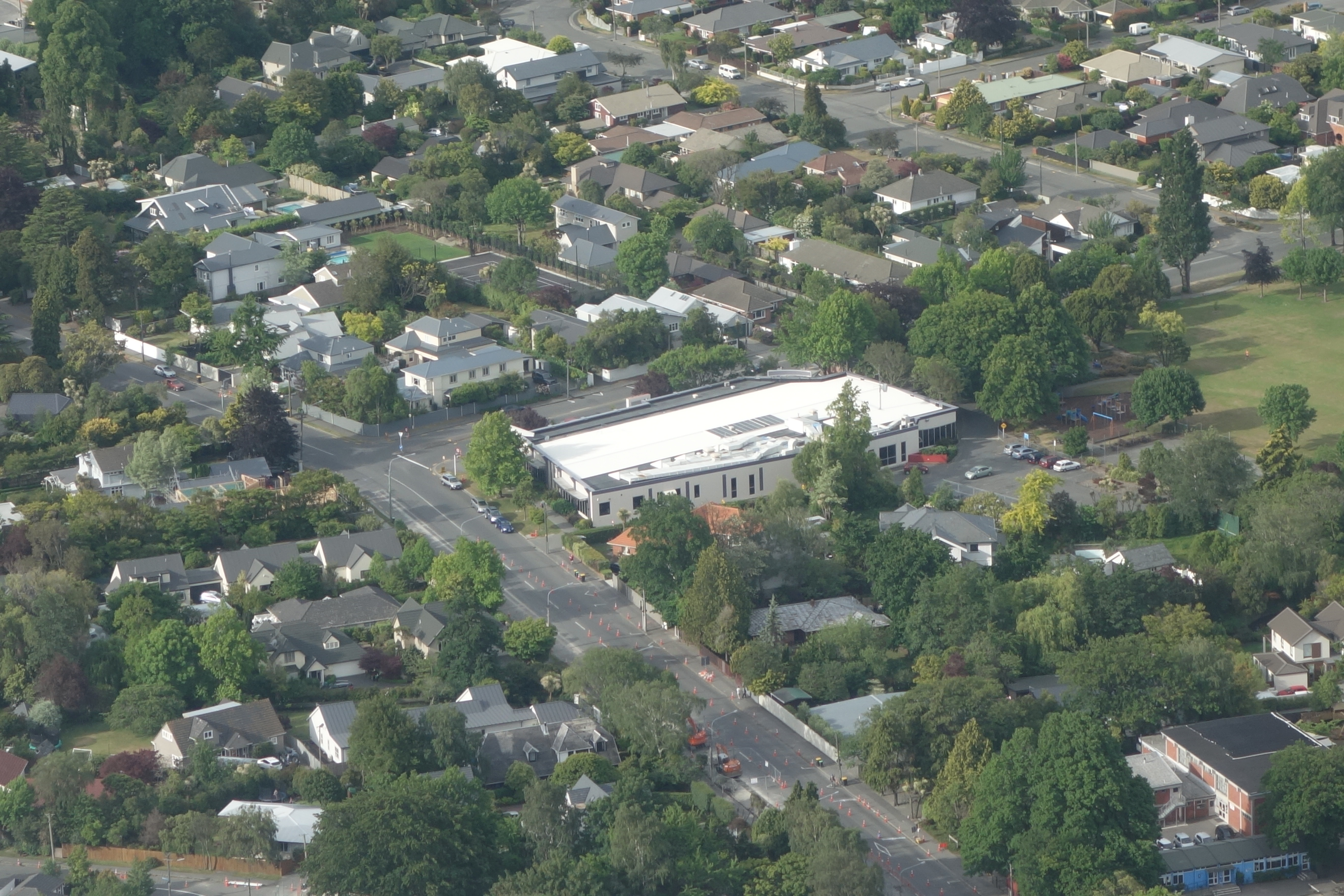
Bibliothèque de Fendalton

Fendalton est située à l’ouest du CBD de la cité de Christchurch, tout près de l’université de Canterbury au niveau de la banlieue de Ilam et la zone de commerces de détail majeure de Riccarton. Elle est aussi située tout près de la principale route partant du centre de la cité pour rejoindre l’ aéroport international de Christchurch situé vers le nord-ouest.
Fendalton a la réputation d’être l’une des banlieues les plus chics et bien vues du pays et des plus anciens districts résidentiels de la cité.

## Éducation
- Une high school siège directement à l’intérieur des limites de la banlieue: c’est Christchurch Boys' High School (en).

Alors que la zone de recrutement de Christchurch Girls' High School (en) couvre largement le secteur de Fendalton, l’école elle-même est située dans les limites de la banlieue de Riccarton.
- Fendalton est desservie par une école publique intermédiaire nommée Cobham Intermediate School (en).
- La principale école primaire dans la banlieue de Fendalton est école de plein air de Fendalton (en), initialement appelée Clyde Road Primary School.